# Abingdon Boys School
abingdon boys school (jap. アビングドンボーイズスクール abingudon bōizu sukūru) – japoński zespół rockowy prowadzony przez Takanoriego Nishikawę.
Założony w 2005 r. zespół dzieli nazwę z brytyjską szkołą męską Abingdon, mieszczącą się w Abingdonie w hrabstwie Oxfordshire, w której został założony zespół Radiohead.

## Członkowie
- Takanori „T.M. Revolution” Nishikawa (jap. 西川 貴教 Nishikawa Takanori)
  - Wokal
  - Data urodzenia: 19 września 1970
- SUNAO
  - Gitara
  - Data urodzenia: 28 kwietnia 1969
- Hiroshi Shibasaki (jap. 柴崎 浩 Shibasaki Hiroshi)
  - Gitara
  - Data urodzenia: 13 grudnia 1969
- Toshiyuki Kishi (jap. 岸 利至 Kishi Toshiyuki)
  - Keyboard, turntablizm, programowanie, lider
  - Data urodzenia: 17 października 1969

### Wspierający członkowie
- Ikuo
  - Gitara basowa
  - Uczestniczył w trasie Juicy-Bananas z Shibasakim i SUNAO oraz T.M. Revolution z Nishikawą.
- Kouji Hasegawa (jap. 長谷川 浩二 Hasegawa Kōji)
  - Perkusja

## Historia

### Powstanie
Grupa abingdon boys school została utworzona w 2005 r., gdy Takanori Nishikawa, znany z wykonywania muzyki popowej jako T.M. Revolution, zdecydował wrócić do swych rockowych korzeni w Luis-Mary z gitarzystą SUNAO. Zostali przedstawieni gitarzyście Hiroshiemu Shibasakiemu (wcześniej: Wands) i omawiali powstanie zespołu dopóki nie nadeszła oferta, by nagrać piosenkę dla anime na podstawie mangi Nana. Trio zaprezentowało demo producentowi, Toshiyukiemu Kishiemu, który został czwartym członkiem zespołu.
Nazwa zespołu pochodzi z połączenia miłości Nishikawy do układu przeciwpoślizgowego w autach i podobieństwa wymowy inicjałów do dzielnicy Tokio, Ebisu, w której zespół ćwiczył. Szukając na internecie innego rozwinięcia dla tego skrótu Nishikawa odkrył szkołę Abingdon i nawiązanie do Radiohead, którego członkowie są z tego samego pokolenia. a.b.s. również urodzili się w podobnych latach i wszyscy zakochali się w muzyce, gdy byli w szkole, więc pomyśleli, że „byłoby fajnie znów to poczuć”.
abingdon boys school chcieli nadać piosenkom strukturę opartą na muzyce rockowej i popowej elementami w stylu „intro, wokali, solówek gitarowych i sekcji instrumentalnych”. Styl zespołu przypomina erę opasek do włosów Van Halen z lat 80. oraz ostre stroje rockowe z lat 90. jak u Jane’s Addiction.

### Historia
W 2005 r. abingdon boys school wydało swoją pierwszą piosenkę, „Stay Away”, napisaną w języku angielskim przez Nishikawę i skomponowaną przez Shibasakiego dla serii shōjo-mangi i anime, NANY, do tribute albumu Love for Nana ~Only 1 Tribute~. Zespół nagrał także cover piosenki Buck-Tick „Dress” (jap. ドレス Doresu), która znalazła się w tribute albumie Parade -Respective Tracks of Buck-Tick-. Pierwszy koncert zespołu miał miejsce 24 listopada 2005, obok UVERworld i Tsubakiya Quartet, na imprezie magazynu muzycznego CD Data.
3 września 2006 r. zespół ogłosił, że będzie miał oficjalny debiut dzięki Epic Records wytwórni Sony Music Japan, która zajmowała się również solowym projektem Nishikawy, T.M. Revolution. Zespół wystąpił na japońskim koncercie z serii Live Earth, który odbył się w Tokio 7 lipca 2007 roku, a ich pierwszy własny album został wydany 17 października 2007 roku. Ich debiut znalazł się na drugim miejscu rankingu Oriconu. 16 lipca 2008 roku, abingdon boys school wydało DVD z koncertu, który odbył się w lutym tegoż roku.
W listopadzie 2009 r. abingdon boys school pojechali na trasę do Europy, zabepieczając kontrakt z niemieckim wydawcą, Gan-Shin, który widział możliwość ich debiutu w Europie. Grupa grała w Helsinkach, Sztokholmie, Hamburgu, Berlinie, Monachium, Paryżu, Londynie oraz Moskwie. W Londynie koncert odbył się w Camden Underworld, znanym w Japonii z powodu koncertu Sadistic Mika Band, który grał tam w 1975 r., był to pierwszy japoński zespół, który miał trasę koncertową w Europie.
W Helsinkach niezapowiedzianie pojawił się Andy McCoy z zespołu Hanoi Rocks.
Zbiorowy album stron B został wtedy wydany w Japonii pod tytułem Teaching Materials. Trochę później kolejny album studiowy, nazwany Abingdon Road, został zapowiedziany na 27 lutego 2010. Oprócz 6 nowych piosenek album zawierał wszystkie single ukazane od pierwszego wydanego albumu oraz cover „Sweetest Coma Again”, pochodzący z Luna Sea Memorial Cover Album -Re:birth-. 12 listopada tego samego roku wydali również książkę zawierającą oceny ich singli.
7 sierpnia 2012 r. ukazał się międzynarodowy singiel „We Are”, ich pierwszy singiel od dwóch i pół roku. Tytułowa ścieżka jest tematem muzycznym dla gry na PlayStation 3, Sengoku Basara HD Collection, która ukazała się 30 sierpnia.

## Prace wykorzystane w mediach
Wszystkie single zespołu zawierają piosenki, które zostały użyte w anime bądź grach wideo. Prawdopodobnie to przez zainteresowania Nishikawy, który nawet podkładał głos pod parę postaci w anime. „Innocent Sorrow” to opening anime D.Gray-man, „Howling” i „From Dusk Till Dawn” zostały użyte w Darker Than Black i jego sequelu, Ryūsei no Gemini, „Nephilim” był w grze na PlayStation 3 Folklore, „Blade Chord” i „JAP” znalazły się w anime Sengoku Basara; „Strength” – w Soul Eaterze, a „Kimi no Uta” – Tokyo Magnitude 8.0. „Fre@k $HoW”, strona B ich singla „Innocent Sorrow”, została użyta w zbiorowym tribute albumie do filmu Death Note: Ostatnie imię. Nieco zmieniona wersja strony B ich singla „JAP”, zwana „Valkyrie -Lioleia Mix-”, znalazła się w tribute albumie Monster Hunter – Monster Hunter 5th Anniversary.

## Dyskografia

### Albumy
- [2007.10.17] Abingdon Boys School[8]
- [2009.10.30] Teaching Materials (album kompilacyjny)
- [2010.01.27] Abingdon Road[9]

### Single
- [2006.12.06] Innocent Sorrow[10]
- [2007.05.16] Howling[11]
- [2007.07.04] Nephilim[12]
- [2007.12.05] Blade Chord[13]
- [2009.02.25] Strength[14]
- [2009.05.20] JAP[15]
- [2009.08.26] Kimi no Uta[16]
- [2009.12.16] From Dusk Till Dawn[17]
- [2012.09.05] WE aRE[18]

### DVD
- [2008.07.16] Japan Tour 2008 (DVD, Blue-Ray)
- [2010.03.17] ABINGDON ROAD Movies (DVD)
- [2010.09.29] Japan Tour 2010(DVD, Blue-Ray)

### Kompilacje różnych artystów
- [2005.05.15] Love for Nana -Only 1 Tribute-[19]  „stay away”
- [2005.12.21] Parade -Respective Tracks of Buck-Tick-[20]  „Dress” (jap. ドレス Doresu)
- [2006.12.20] The Songs for Death Note The Movie -the Last Name Tribute-[21] „Fre@K $HoW”
- [2007.11.06] Tokyo Rock City[22] „Nephilim”
- [2007.12.19] Luna Sea Memorial Cover Album[23] „Sweetest Coma Again”
- [2009.09.30] Monster Hunter 5th Anniversary Collection[24] „Valkyrie -Lioleia Mix-”